# Belgian Badminton Federation
Die Royal Belgian Badminton Federation (RBBF) ist die oberste nationale administrative Organisation in der Sportart Badminton in Belgien. Der administrative Sitz der RBBF ist in Braine-l’Alleud. Der Verband wird durch die belgische Badmintonnationalmannschaft repräsentiert.

## Geschichte
Die Royal Belgian Badminton Federation wurde als eine der ersten nationalen Badmintonnachkriegsorganisationen am 15. November 1949 gegründet und im April 1950 Mitglied im Weltverband IBF. Die  BBF war 1967 eines der elf Gründungsmitglieder von Badminton Europe, damals noch unter dem Namen Europäische Badminton-Union firmierend. 1973 war der Verband maßgeblich an der Initialisierung des Plume d’Or beteiligt. Als oberster nationaler Mannschaftswettbewerb wird die Belgian National Badminton Interclub League organisiert. Als nächstniedere Ligen bestehen die Badminton Vlaanderen und die Ligue Francophone Belge de Badminton an.

## Bedeutende Veranstaltungen, Turniere und Ligen
- Yonex Belgian International
- Yonex Belgian Junior International
- Poona Open
- Belgian National Badminton Interclub League
- Einzelmeisterschaften
- Juniorenmeisterschaften
- Ligue Francophone Belge de Badminton
- Badminton Vlaanderen

## Bedeutende Persönlichkeiten
- R. Mollet, ehemaliger Präsident
- Gregory Verpoorten, Präsident 2006–2010
- Edgard Verpoorten, Präsident 2010–2016
- Sven Serré, Präsident 2016–2024
- Bert Vanhorenbeeck & Arnaud Delsaut, Präsidenten seit 2024